# Fleury-sur-Orne
Fleury-sur-Orne település Franciaországban, Calvados megyében. Lakosainak száma 5622 fő (2022. január 1.). Fleury-sur-Orne Caen, Ifs, Louvigny, Saint-André-sur-Orne és Saint-Martin-de-May községekkel határos.

## Népesség
A település népességének változása:
| Lakosok száma | 2817 | 3650 | 3861 | 4039 | 4422 | 4744 | 4915 | 4938 | 4981 | 5622 |
|               | 1968 | 1982 | 1990 | 2006 | 2013 | 2015 | 2017 | 2019 | 2020 | 2022 |